# Rue Tourneux
Pour les articles homonymes, voir Tourneux.
La rue Tourneux est une voie située dans le quartier de Picpus du 12e arrondissement de Paris.

## Situation et accès
La rue Tourneux est accessible à proximité par les lignes de métro 6 et 8 aux stations Daumesnil et Michel Bizot.

## Origine du nom
Cette voie est nommée d'après le nom du propriétaire des terrains sur lesquels elle a été ouverte.

## Historique
Précédemment « ruelle des Tourneux » ouverte vers 1860 sur la commune de Bercy, elle est intégrée en 1863 à la ville de Paris et prend le nom d'un propriétaire local.

## Bâtiments remarquables et lieux de mémoire
- Elle donne accès à l'impasse Tourneux.